# Akaki Tsereteli

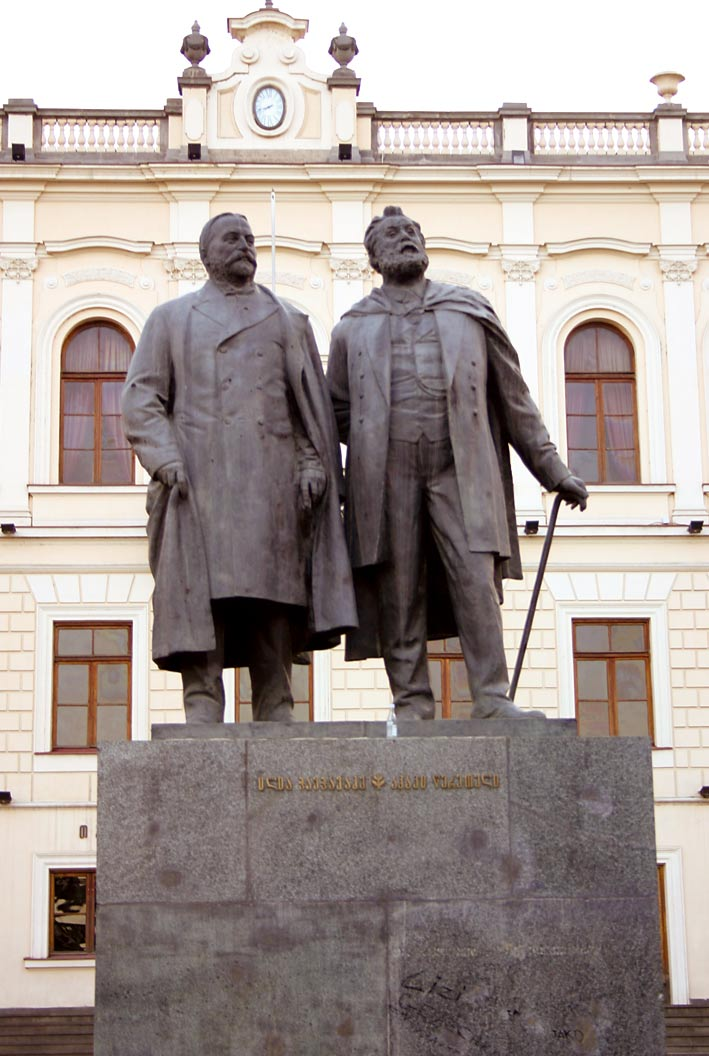
Estatua de Ilia Chshavtshavadse (a la izquierda) y Akaki Tsereteli (a la derecha) en Tiflis.

Akaki Tsereteli (en georgiano აკაკი წერეთელი; en ruso Akaki Rostomovich Tsereteli; Shvitori, Georgia, 9 de junio de 1840 - Satshjere, Georgia, 26 de enero de 1915) fue un poeta y político georgiano, además de desempeñar un papel muy importante en el movimiento nacional georgiano.

## Vida
Procedía de una acaudalada familia de la nobleza. La madre provenía de la casa real imereta. Hasta cumplir los 6 años creció en las tradiciones de una típica familia de agricultores, tal como demandaba la tradición. Realizó los estudios medios en el instituto de Kutaisi. En 1863 terminó sus estudios en Lenguas orientales en la universidad de San Petersburgo.
Tsereteli fue inicialmente autor libre, más tarde redactor de la revista satírica Jester y cofundador de la Asociación para la divulgación de la escritura y la lectura entre los georgianos. Junto con Ilia Chavchavadze, que era miembro de la unión de escritores liberal y reformadora Tergdaleuni, se convirtió en uno de los portavoces de la lucha por la autodeterminación e independencia de Georgia.
Sus poemas (Suliko, El turor, Tornike Eristavi), relatos (Bashi-Achuki) y obras de teatro (Gamzrdeli) tratan principalmente de asuntos históricos y la falta de libertad de los agricultores georgianos. Esto le convirtió en un héroe popular durante su vida. Se ha realizado un documental para su 72 cumpleaños que le mostraba en un viaje por Georgia occidental.
Se casó con la rusa Natalya Basilevskaya. Tras su muerte, se le enterró en el panteón de Tífilis, en el monte Mtatsminda.
La universidad estatal de Kutaisi lleva su nombre. Su retrato aparece en el billete de 10 lari. La casa en la que nació en Shvitori ha sido reformada como museo sobre la vida del autor.

## Obra
- Akaki R. Zereteli: Basi-Acuki/ 4 3000. Pk-Lehrdruckerei, Berlín 1944
- Akaki Cereteli: Gamzrdeli. Namdvili ambavi. Nakaduli, Tbilisi 1957
- Akaki Cereteli: C'veni saunje. Rc'euli. Tbilisi 1960
- Akaki Cereteli: T'ornike Erist'avi. Nakaduli. Tbilisi 1971
- Akaki Cereteli: Basi-Ac'uki. Nakaduli. Tbilisi 1982
- Akaki R. Zereteli: Lirika. Merani, Tbilisi 1990
- Akaki Cereteli: Ert'oba c'vent'vis taxtia. Nakaduli, Tbilisi 1991, ISBN 5-525-00165-9